# Gemischter Chor Jakob Petelin Gallus

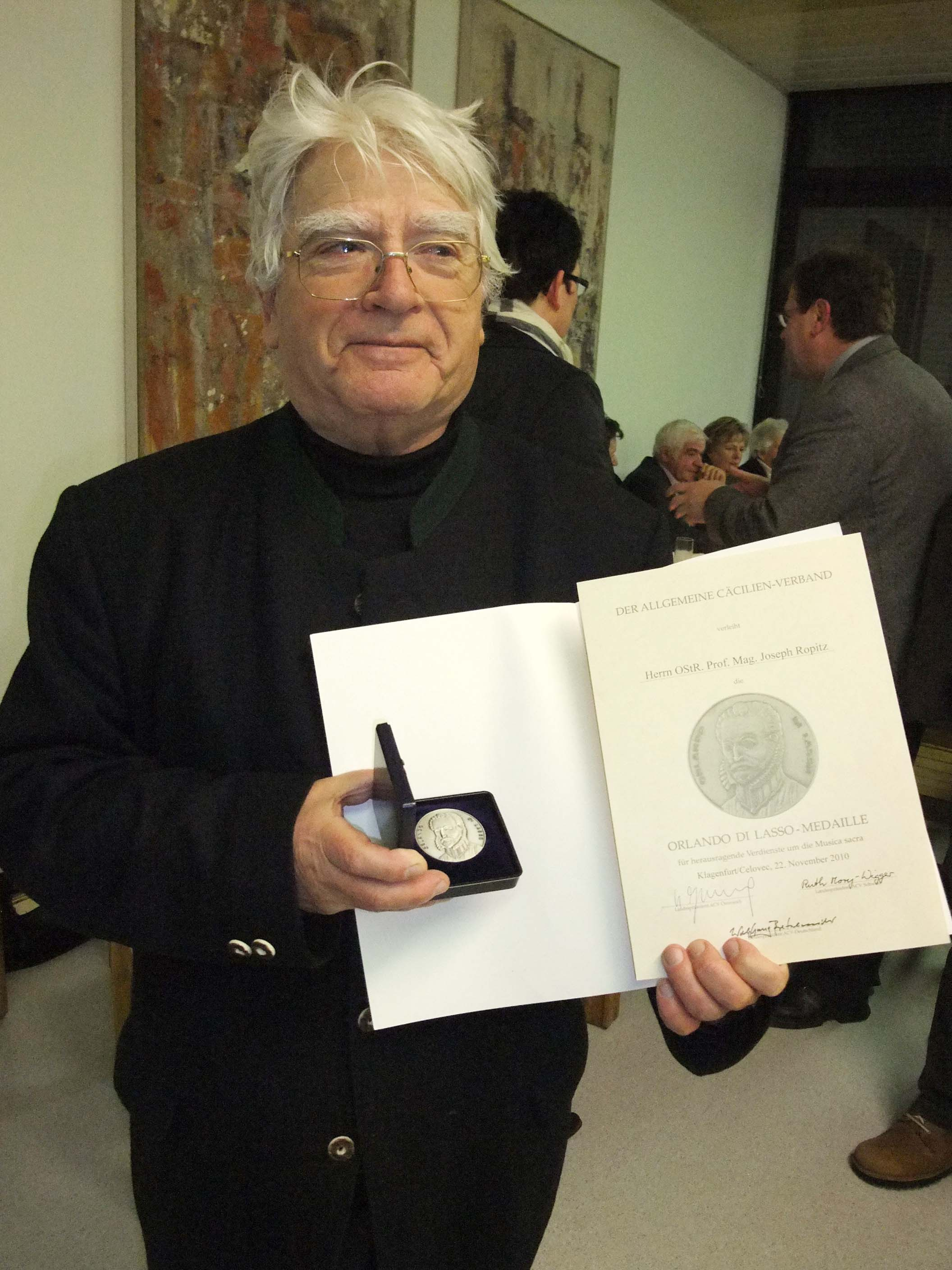
Jože Ropitz mit Orlando di Lasso -Medaille

Der Mešani Pevski Zbor Jakob Petelin Gallus - Gemischter Chor Jakob Petelin Gallus ist ein slowenisch- und deutschsprachiger Chor aus Klagenfurt in Kärnten. Benannt wurde der Chor nach dem Renaissance-Komponisten Jacobus Gallus. Er versteht sich als kulturelles Bindeglied zwischen der deutschen und slowenischen Volksgruppe in Kärnten.

## Geschichte
Der Gemischte Chor Jakob Petelin Gallus wurde im Jahre 1960 von France Cigan gegründet. Die Sänger des Chores kommen aus Tälern Südkärntens wie dem Jaun-, Rosen- und Gailtal. Der Chor hat seinen Sitz in der Landeshauptstadt Klagenfurt. Sein Träger ist der Gesangsverein Jakob Petelin Gallus.

## Chorleitung
- 1960–1970 France Cigan
- 1971 Silvo Mihelič
- 1971–1977 Jožko Kovačič
- 1977–1980 Janez Kampuš
- 1980–1981 Urhej Kassl
- 1981–1985 Janez Tratar
- 1985–2010 Jože Ropitz
- 2010–2015 Dominik Hudl
- 2015–2017 Sabina Wiegele
- 2017–2023 Mario Podrečnik
- 2024-heute Katja Križnar

Obmänner (Vorsitzende) des Chors waren Franc Smrtnik, Urhej Kassl, Peter Sticker, Ivan Olip, Lenčka Kupper, Miha Kampuš und gegenwärtig Katharina Podrečnik.

## Projekte
Der Chor setzt sich zur Aufgabe, das weltliche und kirchliche slowenische Volks- und Kunstlied zu pflegen und die Chorliteratur des Kärntner Landes zu verbreitern. Der Chor ist Teil des Christlichen Kulturverbands Klagenfurt.
In seiner Tätigkeit hat der Chor Konzerte auch mit Solisten und Instrumentalisten veranstaltet. Dazu gehören der Tenor Mario Podrečnik, engagiert beim Staatstheater am Gärtnerplatz, Bernarda Fink und Waltraud Mucher.
Der Chor gilt als zentraler Klagenfurter Chor der Kärntner Slowenen. 2006 erhielt der Pfarrer, Komponist, Chorleiter und Pädagoge Jože Ropitz den 27. Joško-Tischler-Preis. 2010 wurde der Chorleiter Jože Ropitz für seine Verdienste um die Geistliche Musik mit der Orlando di Lasso – Medaille des Allgemeine Cäcilien-Verbands, eines Chorverbands der katholischen Kirche, ausgezeichnet.
Konzerttourneen unternahm der Chor 1976, 1988, 1996 in die USA, 1992 nach Argentinien, 1994 nach Australien sowie 2001 in den Nahen Osten.
Im Frühjahr 2012 vertrat der Gallus Chor beim 38. Treffen der slowenischen Chöre, bei dem Sänger aus Kroatien, Bosnien und Herzegowina, Ungarn und Italien anwesend waren, die österreichischen Slowenen.
Am 4. Oktober 2015 wurde das Projekt „Geschichten slowenischer Lieder in Kärnten“ im bis auf den letzten Platz gefüllten Konzerthaus Klagenfurt vorgestellt, in dem 20 slowenische Volkslieder mit ausführlichen Informationen, Übersetzungen und Beschreibungen auf Deutsch beschrieben werden.
Am 13. Dezember 2020 wurde das Projekt „Wiedergefundene Orte“ als Livestream vorgestellt, in dem Kärntner Orte mit slowenischem Ortsnamen behandelt werden.

## Unser Land (Kärnten)
Gemeinsam mit anderen Chören, insbesondere dem Kammerchor Klagenfurt-Wörthersee mit dessen Chorleiter Christian Liebhauser-Karl, wurde am 2. Mai 2012 am Klagenfurter Bahnhof ein Flashmob organisiert. Die Aktion bildete den Auftakt für die Initiative „Unser Land“, bei der sich 300 Kärntner Sänger der deutschen und slowenischen Sprachkulturen versammelten und gemeinsam sangen. Ziel der überparteilichen Initiative ist es, die im 20. Jahrhundert entstanden Gräben zwischen den Kärntner Volkskulturen wo immer möglich, zu überwinden. Der Gallus-Chor umrahmte gemeinsam mit dem Kammerchor und der Militärmusik die Landesfeier zur Volksabstimmung am 10. Oktober 2014, wo ein Kärntnerlied uraufgeführt und die Versöhnungshymne „Kärnten-Koroška“ intoniert wurde. 130 Sängerinnen und Sänger aus dem Kammerchor Klagenfurt, Gallus Chor und A-Cappella-Chor Villach haben mit 70 jungen Musikern des Alpe-Adria-Landesjugendsymphonieorchesters Günther Antesbergers dreisprachige Trilogie, die Europahymne und Versöhnungshymne Kärnten/Koroška „Heimat im Süden“ im Rahmen der Landesfeiern zum 95. Jahrestag der Kärntner Volksabstimmung am 10. Oktober 2015 interpretiert. 100. Jahrestag der Kärntner Volksabstimmung: Der Kärntner Landesfestakt im Zeichen von Gedenken, Miteinander und Zukunft wurde musikalisch von der Militärmusik Kärnten unter der Leitung von Dietmar Pranter, Mešani Pevski Zbor J.P. Gallus unter der Leitung von Mario Podrečnik und vom Kammerchor Klagenfurt Wörthersee unter der Leitung von Günter Wallner umrahmt.

## Tonträger
- 1971 Lipa zelenela je
- 1974 Rož Podjuna Zila
- 1993 Reke mojega življenja (Kantate von Joseph Ropitz – Text: Alojz Rebula), TW 930934
- 1994 Kako je lep ta kraj, Krščanska kulturna zveza, Celovec (als CD und Kassette), TW 941072
- 1998 So jasli dom Boga, Weikert, Feldkirchen, TW 982834, 1 CD mit Beiheft
- 1999 Mati - žena (Kantate von Joseph Ropitz – Text: Alojz Rebula), TW 993274
- 2004 O tebi pojem, pomlad (Kantate von Joseph Ropitz – Text: Tone Kuntner)
- 2006 Misterij duhovništva (Kantate von Joseph Ropitz – Text: Mirko Isop)
- 2010 Große Werke von Joseph Ropitz
- 2015 Geschichten slowenischer Lieder in Kärnten (Zgodbe slovenskih pesmi na Koroškem) KTW 1510
- 2020 Wiedergefundene Orte - ponovno najdeni kraji